# Templo de Santa Inés (Xanenetla)

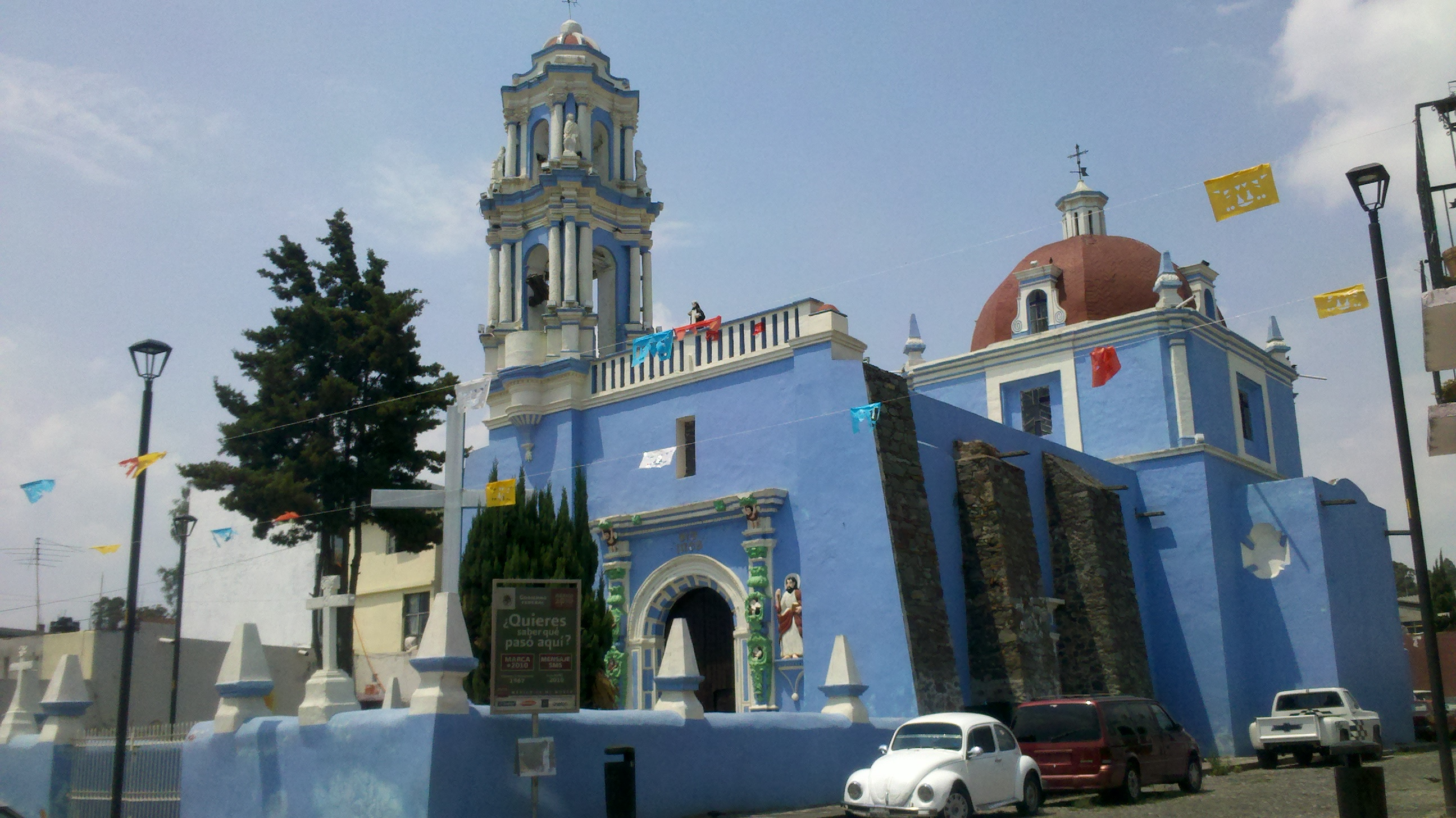
Vista del Templo del Barrio de Xanenetla, Puebla

El Templo de Santa Inés o Templo del Barrio de Xanenetla es una edificación religiosa de la ciudad de Puebla, que se encuentra en el Barrio de Xanenetla.

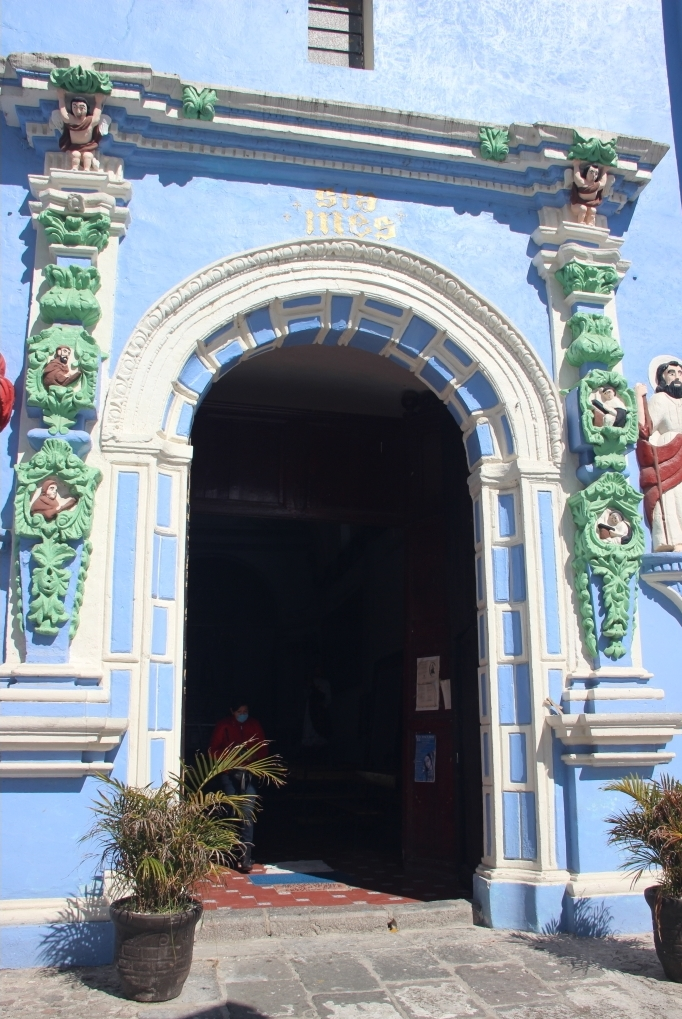
Entrada del Templo de Santa Inés.

## Historia
El barrio de Xanenetla es uno de los antiguos barrios de indios de la ciudad de Puebla, el cual conservó la traza con la cual fue diseñado. El nombre del barrio hace alusión a la abundancia de xalnenetl, una gravilla proveniente de las riveras del río Almoloya, muy utilizado para crear ladrillos. En esta zona los locales producían material para construcción, el cual fue usado en las edificaciones de la naciente ciudad de Puebla.
En este barrio, en 1622 se fundó el Convento de Religiosas Dominicas consagradas a Santa Inés de Montepulciano. Las religiosas decidieron construir una capilla dedicada a Santa Inés, pues poseían un solar en el barrio de Xanenetla. Al mismo tiempo, se creó un cementerio, pues las víctimas de las epidemias aumentaban. Dicho cementerio fue clausurado en 1866.
El templo se convirtió en el eje del barrio de Xanenetla.

## Características del templo

### Exterior
El templo es pequeño, aunque posee un atrio y una torre con campanario. La fachada tiene decorados de argamasa polícroma. La puerta tiene un marco con dos columnas estípite que despliegan medallones con Santa Catalina de Siena y Santo Domingo de Guzmán, así como los santos franciscanos Santa Clara y San Francisco de Asís. A los lados de la puerta se aprecian San Pablo y San Pedro, y en lo alto coronando la fachada está la representación de Santa Inés, la santa dominica a la cual está dedicado el templo.

### Interior

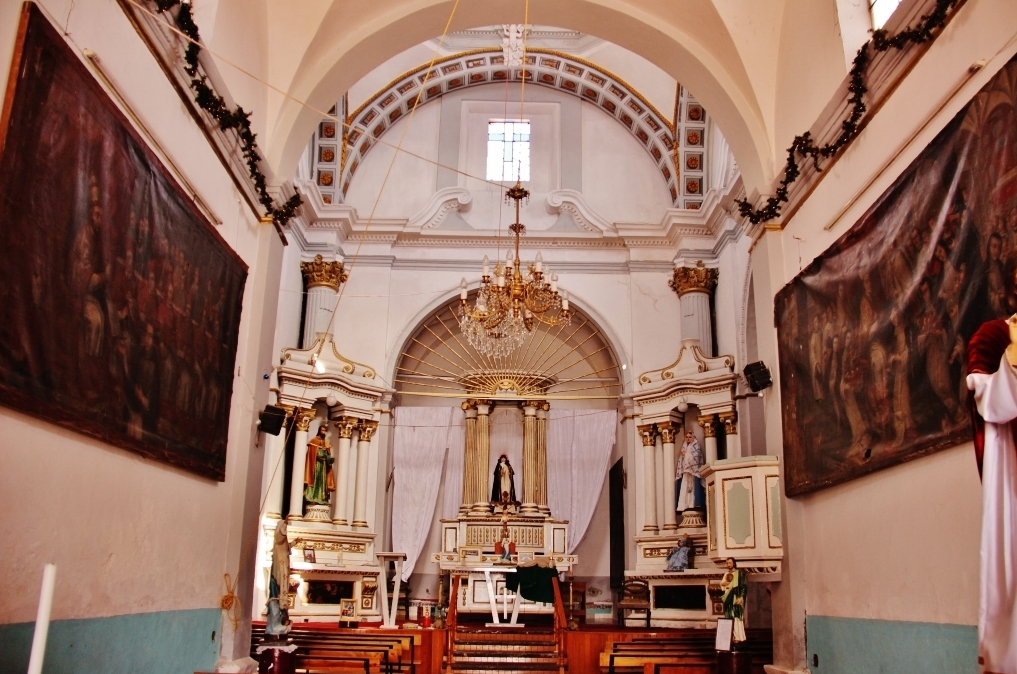
Interior del Templo de Santa Inés en el Barrio de Xanenetla.

El interior es de estilo neoclásico, con altares con una decoración sencilla. Los altares están dedicados a San José, Jesús Nazareno, la Virgen Dolorosa, la Inmaculada Concepción, entre otras advocaciones.
En el altar mayor se aprecia la escultura de Santa Inés de Montepulciano. En la nave hay dos lienzos; uno del lado de la epístola que muestran la profesión de las monjas fundadores del convento, en el cual también se aprecian personajes importantes, como el obispo Domingo Pantaleón Álvarez de Abreu, Fray Diego Verdugo y el Marqués de Amarilla. En el lienzo que se encuentra en el lado del evangelio, aparece una escena con el Papa Benedicto XIV con un documento, haciendo alusión a la creación del convento.